# イタリア語版ウィキペディア

項目数が100万を突破した際の記念ロゴ

イタリア語版ウィキペディア（イタリアごばんウィキペディア、Wikipedia in italiano）は、イタリア語で編集されているウィキペディアの一つである。2001年5月11日に新設され、翌月の6月11日に初めて編集が行われた。イタリア語版ウィキペディアの現在の記事数は1,908,899である。2013年1月22日、イタリア語版ウィキペディアの項目数が1,000,000を突破した。

## 概要
2024年5月1日現在、記事数は186万項目を超え、ヨーロッパでは英語版、ドイツ語版、スウェーデン語版、フランス語版、オランダ語版、スペイン語版に次いで7番目に記事数の多いウィキペディアとなっている。
他言語版と比べて小惑星の記事が充実している。なお他に小惑星記事が充実している言語版として、ポーランド語版、ポルトガル語版、スロバキア語版などがある。

## 歴史
2001年5月に新設。
2005年8月に、イタリア語版ウィキペディアの記事数が64000を超え、スペイン語版、ポルトガル語版を抜いて、当時8番目に大きなウィキペディアとなった。これは、ボットによってスペインのムニシピオ（基礎自治体）に関するスタブを約8000記事作成した、通称 Comuni spagnoli 作戦（スペインのコムーネの意）が大きな要因として挙げられる。
2005年9月には10万記事を達成し、同時期にオランダ語版の記事数を抜いた。また同年9月には記事数でスウェーデン語版を抜いた。この時期の記事数の増加にもボットが大きく貢献しており、例えばフランスのコミューン（基礎自治体）の記事をボットが約35000ページ作成するなどしていた。しかし2005年9月23日には、ポーランド語版に記事数で抜かれた。
その後も記事数は増加を続け、2007年5月に30万項目を達成、2008年10月3日には50万項目を達成、2009年12月末には日本語版を抜いて、5番目に大きなウィキペディアとなった。
2009年、イタリア語版ウィキペディアは、イタリアのジャーナリズムの賞として最も歴史が古く権威のある Premiolino の新メディア部門を受賞した。
2010年6月22日に70万記事を突破（70万番目の記事はロビーハウスであった）同年9月28日には、一度記事数で抜かれていたポーランド語版を抜き返し、4番目に大きなウィキペディアとなった。しかしその後も記事数はポーランド語版とほぼ横並びになっており、2010年10月にはポーランド語版の記事数がやや上回っていた。2011年5月12日には80万記事を突破し、同時に再びポーランド語版を抜き返した。

## 2011年の大規模な抗議

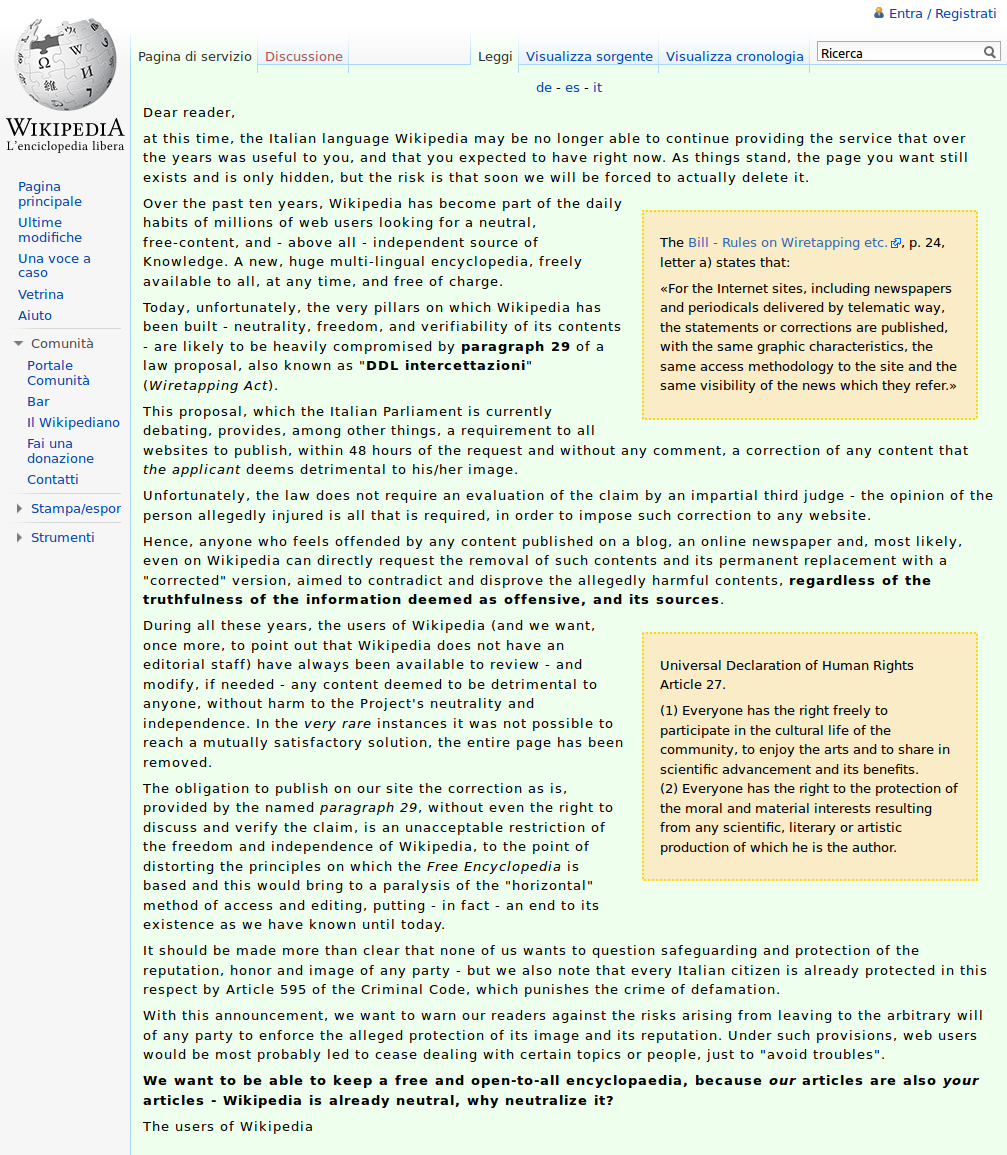
2011年10月4日から、イタリア語版ウィキペディアのすべてのページは、このマニフェストのページへ転送されるようになった。

2011年10月4日、イタリア議会内の代議院で審議されている、通称 DDL intercettazioni （通信傍受法案、Wiretrapping Bill）への抗議のために、コミュニティの合意を経て、イタリア語版ウィキペディアの全ページが5日に閲覧不可となり、管理者によってサイトがブロックされた。この法案は ammazzablog（イタリア語でブログキラーの意）などといった名称で報道されており、この法案が成立した場合、ウェブ上に掲載されたコンテンツに個人のイメージを傷つけるという訴えが寄せられた際には、48時間以内に内容を修正することが義務付けられる。また修正した際に、その旨を記すコメント等は記入できない。中傷の有無についてを判断する中立的な第三者を置くことは検討されていないため、法案が可決されれば、情報が真実であるか否かにかかわらず、訴えが起こされた場合には情報を修正する義務が生じる。そのため、ウィキペディアの方針の一つである「中立性」を保つことができないものと考えられており、編集に大きな制限がかかるものと予想されている。またそれにとどまらず、サイト自体を削除しなければならない事態に陥る可能性も懸念されている。
ウィキペディアのコンテンツ全てが抗議のために空白状態となったのは、全言語版を通して初めてのことである。ウィキメディア財団は、イタリア語版での抗議決定後、同日中に声明を発表し、公式にこの決定を支持した。トップページに表示されたマニフェストは1日で約800万回以上閲覧された。
10月6日にイタリア語版ウィキペディアは再開されたが、その後も1週間程度上部のバナーに引き続き声明が表示されていた。

## 2018年の一時閉鎖

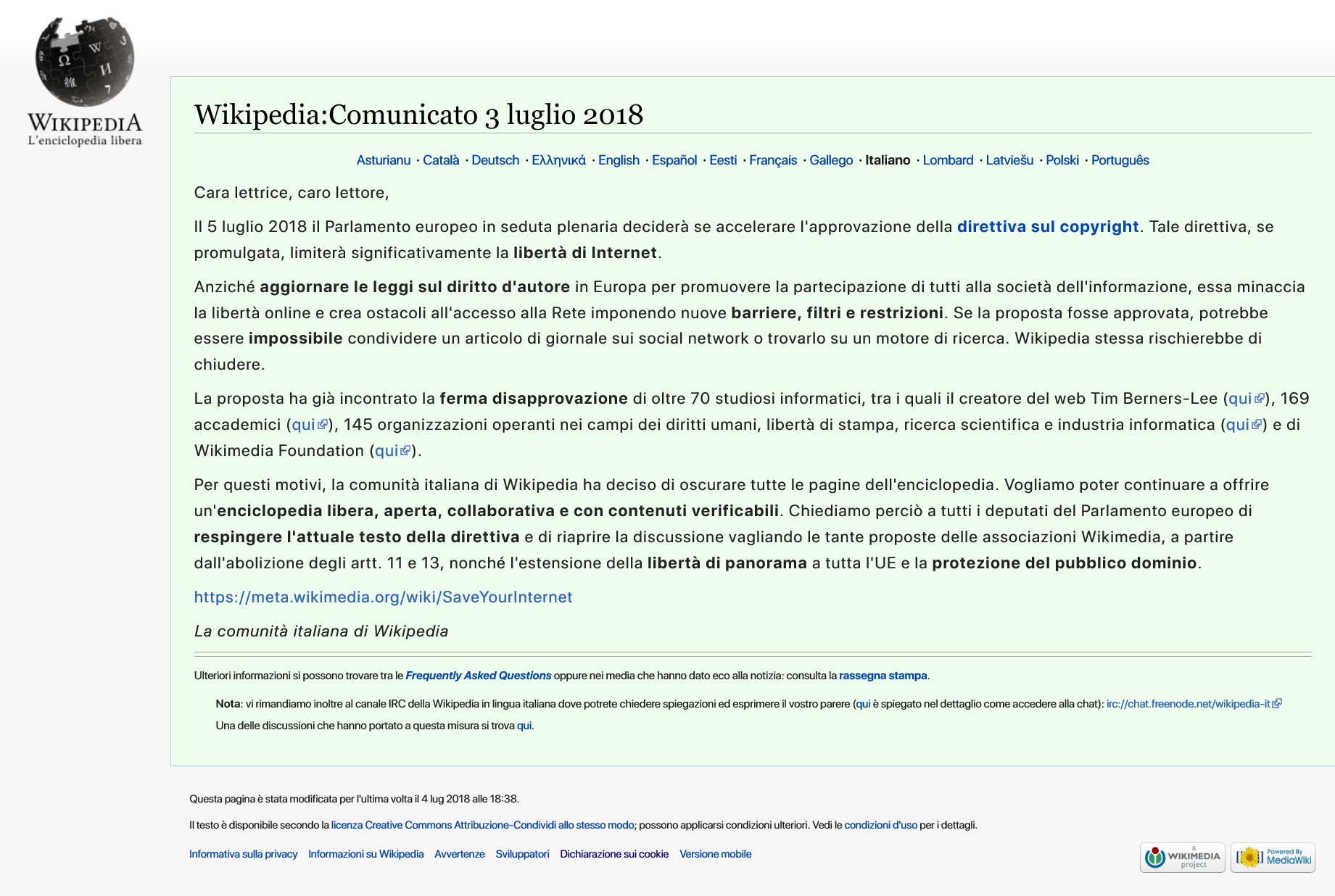
2018年7月3日時点の転送先画面。

2018年7月3日、イタリア語版ウィキペディアは、EUのデジタル単一市場における著作権に関する指令案への抗議を支持するとして、どのページを見ようとしても、ページ全体を用いたバナーだけを表示するページへ転送される設定とされた。